# ريتشارد كويتنيوفسكي
ريتشارد كويتنيوفسكي (بالإنجليزية: Richard Kwietniowski)‏ (17 مارس 1957 -) هو مخرج وسيناريست إنجليزي من أصل بولندي،  ترشحت جميع أعماله لجوائز عالمية في مهرجانات عديدة.

## وصلات خارجية
- ريتشارد كويتنيوفسكي على موقع IMDb (الإنجليزية)
- ريتشارد كويتنيوفسكي على موقع ألو سيني (الفرنسية)
- ريتشارد كويتنيوفسكي على موقع أول موفي (الإنجليزية)
- ريتشارد كويتنيوفسكي على موقع قاعدة بيانات الأفلام السويدية (السويدية)
- ريتشارد كويتنيوفسكي على موقع قاعدة بيانات الفيلم (الإنجليزية)
- ريتشارد كويتنيوفسكي على موقع كينوبويسك (الروسية)